# Pholcus hebei
Espèce
Pholcus hebei est une espèce d'araignées aranéomorphes de la famille des Pholcidae.

## Distribution
Cette espèce est endémique du Hebei en Chine,. Elle se rencontre dans le xian de Longhua.

## Description
Le mâle holotype mesure 5,37 mm et la femelle paratype 4,83 mm.

## Systématique et taxinomie
Cette espèce a été décrite par Li et Yao en 2025.

## Étymologie
Son nom d'espèce lui a été donné en référence au lieu de sa découverte, le Hebei.

## Publication originale
- Li, He, Li & Yao, 2025 : « Filling a zoogeographical gap in China: taxonomic descriptions of six new spider species of the Pholcus phungiformes speciesgroup (Araneae, Pholcidae). » ZooKeys, vol. 1232, p. 285-310 (texte intégral).